# Скадарска зелена жаба
Скадарска зелена жаба (лат. Rana shqiperica) је врста жаба која живи у Албанији, Црној Гори и Србији. 
Њено природно пребивалиште су реке, мочваре и слатководна језера.